# Archibracon gutta
Archibracon gutta är en stekelart som först beskrevs av Günther Enderlein 1920.  Archibracon gutta ingår i släktet Archibracon och familjen bracksteklar. Inga underarter finns listade.